# Centenario de la Primera Guerra Mundial

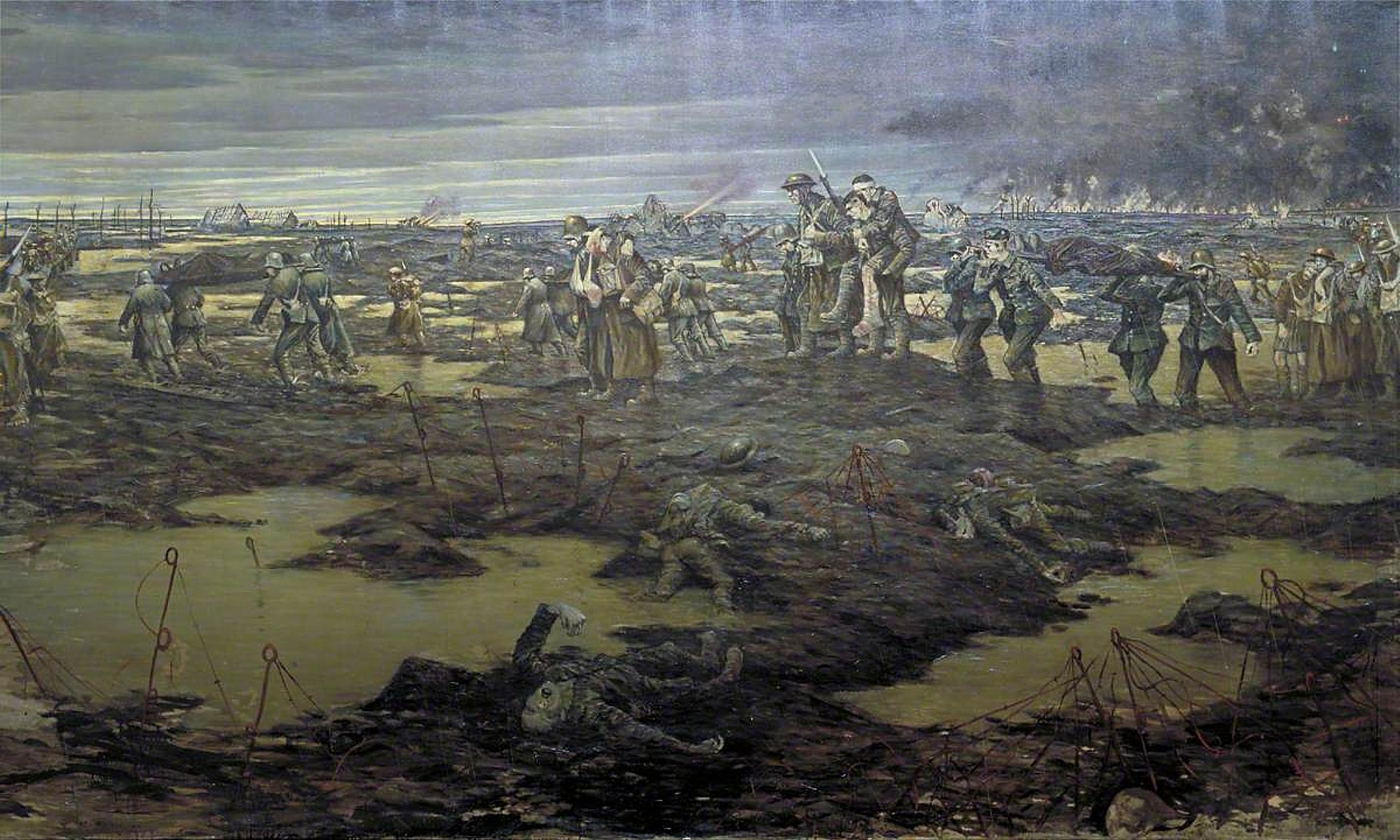
Cosecha de la batalla (1918), cuadro de Christopher Nevinson

El Centenario de la Primera Guerra Mundial fue una serie de celebraciones y conmemoraciones realizadas en el periodo 2014 a 2018 por los mayores acontecimientos y batallas del primer conflicto reconocido como global.
Aunque formalmente, el centenario concluyó en 2018, marcando los cien años de la firma del armisticio de Compiègne que puso fin a la guerra a nivel mundial, las celebraciones por las diversas batallas y combates, o incluso la perspectiva política e histórica de los diferentes participantes bélicos de todo los continentes origina diferentes fechas de conmemoraciones y celebraciones que se realizaron antes del centenario oficial o se realizaran posterior a ello.

## Conmemoraciones

### Europa Occidental

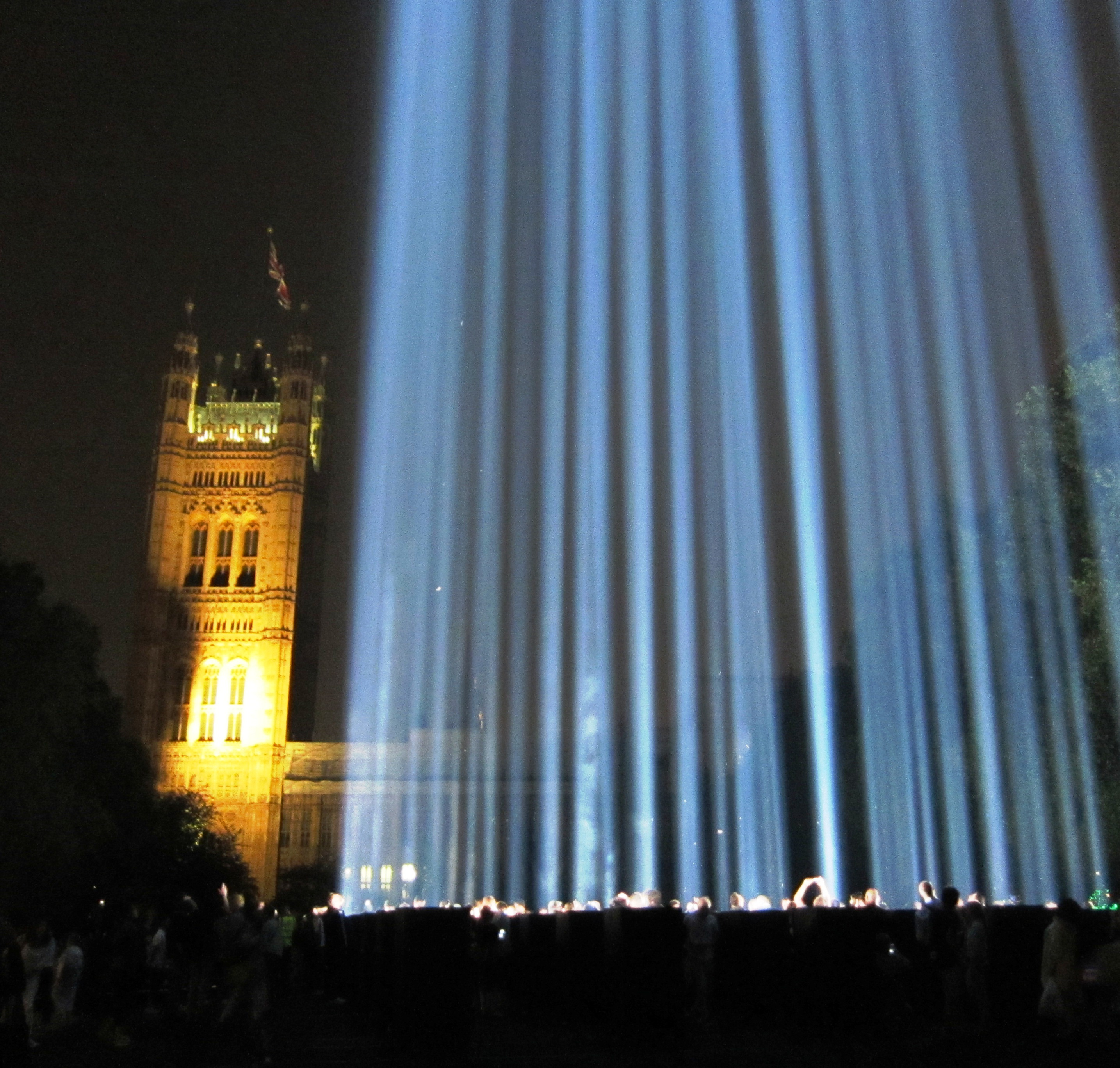
En el Reino Unido, las luces fueron apagadas para recordar el comienzo de la guerra. Después, una torre de luz brilló a través de Londres durante una semana.

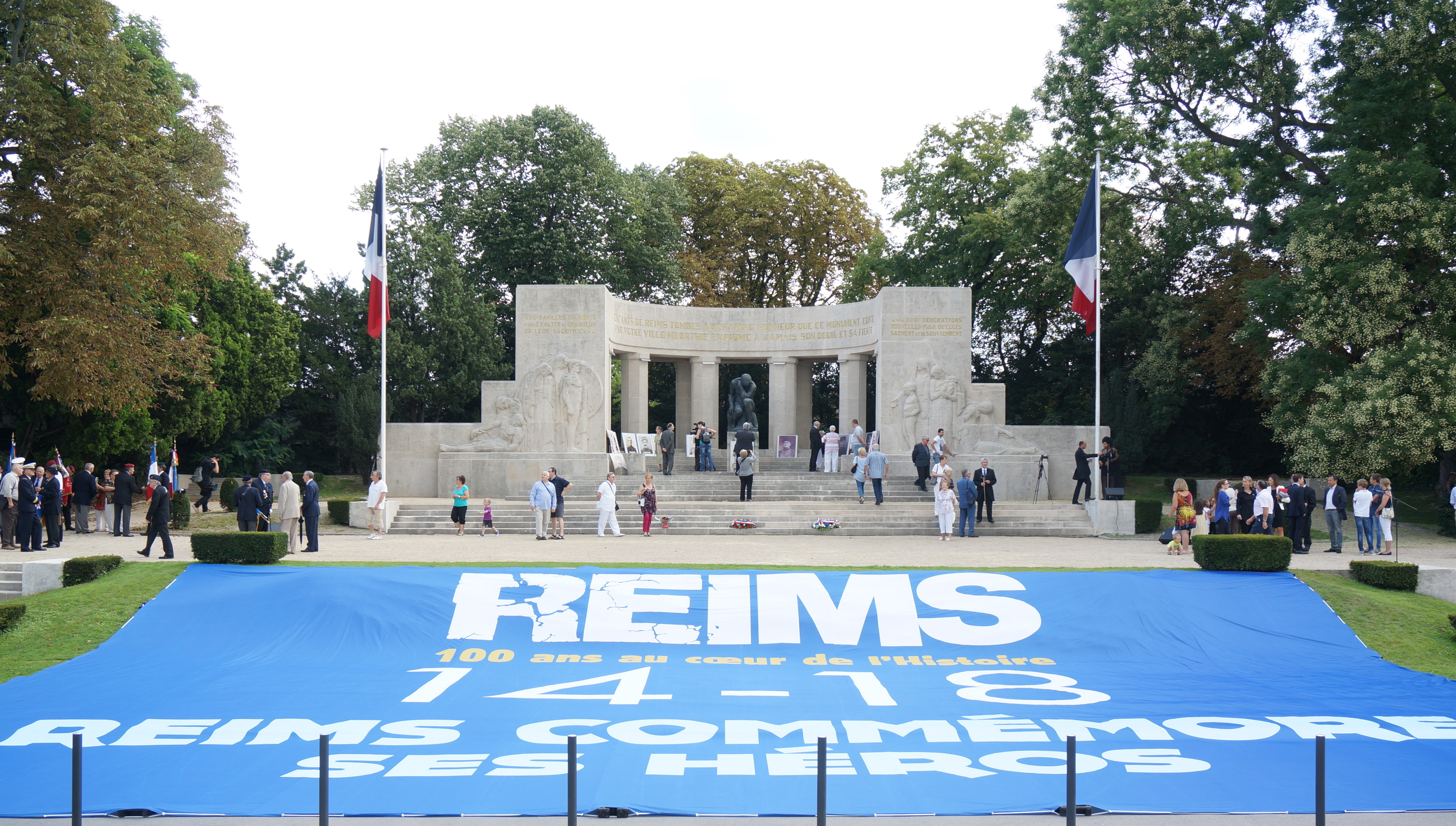
La ciudad francesa de Reims conmemorando a los caídos.

Londres apagó sus luces en lugares históricos como la Plaza de Trafalgar, el Parlamento Británico y la Catedral de san Pablo durante una hora, para conmemorar el momento en el que Reino Unido declaraba la guerra a Alemania en 1914.
Con un abrazo entre los presidentes de Francia, François Hollande, y de Alemania, Joachim Gauck, dos países enemigos en la Guerra Mundial, conmemoraron juntos en un acto simbólico el centenario. Representantes de 80 países han asistido más adelante a los actos de la invasión de Bélgica por las tropas alemanas en la localidad de Lieja, incluidos más de una decena de jefes de Estado; aquí, recibidos por el rey Felipe I de Bélgica, han hecho un llamado a preservar la paz y aprender de la Historia, frente a los conflictos que ahora generan inestabilidad en el mundo.
La Torre Eiffel se iluminó con fuegos artificiales con los que se conmemoraron el Día de la Bastilla y el centenario de la Primera Guerra Mundial, en los Campos Elíseos, dedicando un mensaje de paz. Horas antes la avenida principal de París se colmó de soldados portando banderas de 76 países en el tradicional desfile militar.
Como homenaje a los caídos en la batalla del Somme, una de las más largas y sangrientas de la Primera Guerra Mundial, con más de un millón de bajas entre ambos bandos, en el pueblo francés de Thiepval se ha ido conmemorando cada día que duró la batalla (1 de julio- 18 de noviembre de 2016) con un servicio especial. El 18 de noviembre se dedicó un silencio de dos minutos y la colocación de una corona para marcar la ocasión con 2000 invitados en este pueblo.

### Europa Oriental

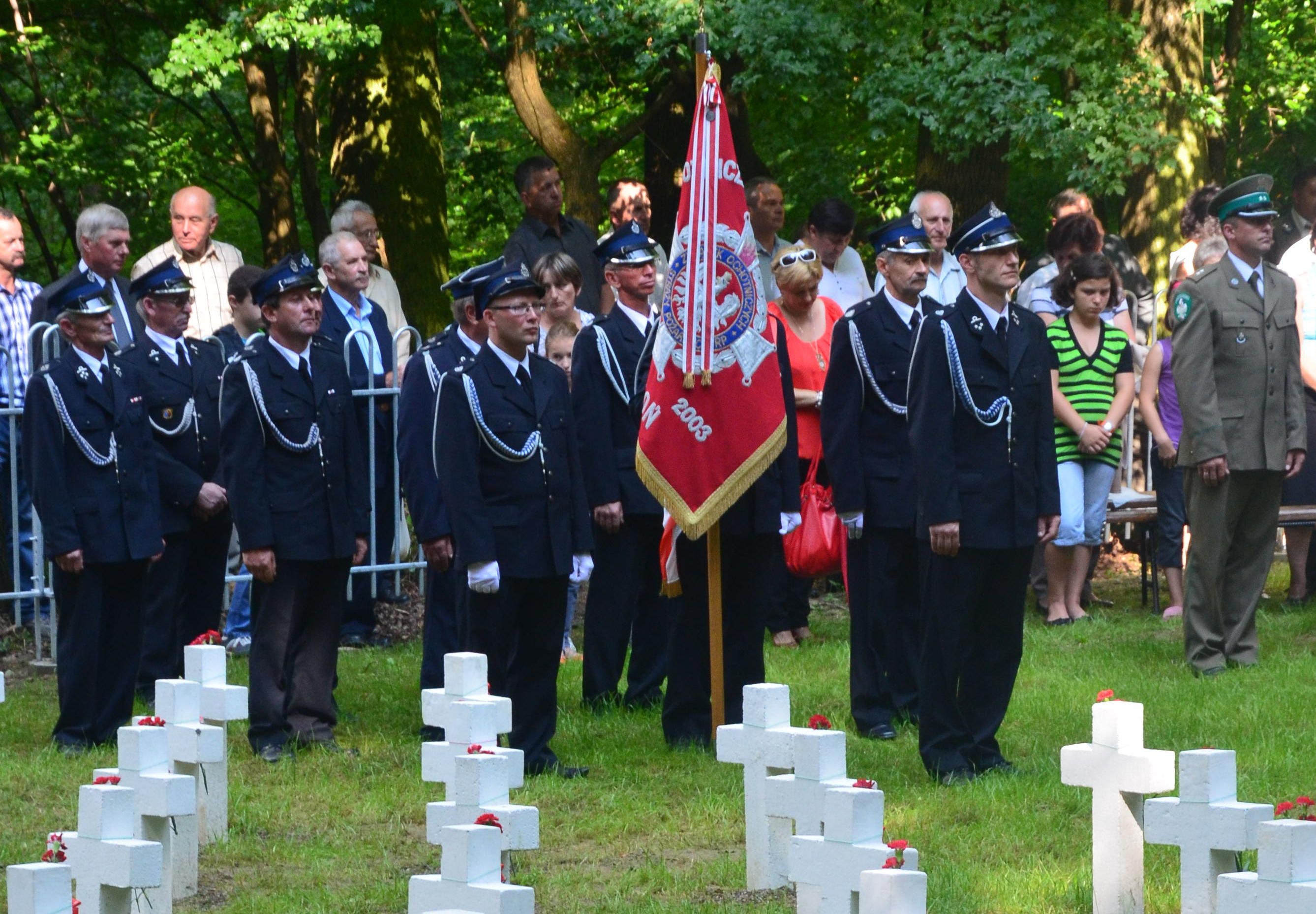
Homenaje a los caídos en Polonia de la Primera Guerra Mundial.

La guerra empezó en 1914 en los Balcanes, cuando Austria-Hungría invadió Serbia a raíz del atentado de Sarajevo en que Gavrilo Princip ejecuta al Archiduque Francisco Fernando, heredero de la corona austriaca. Pero los serbios acogieron con indiferencia las ceremonias oficiales del centenario en 2014, en protesta por la acusación contemporánea de que ellos fueron quienes ocasionaron el conflicto desdeñándose las causas verdaderas que provocaron la guerra. Los serbobosnios homenajearon como a un héroe a Princip. La ciudad de Sarajevo, la capital bosnia y de mayoría musulmana, decidió borrar cualquier referencia a Gavrilo Princip, quien en la época comunista tenía un puente y una calle con su nombre.
Mientras tanto, las críticas a Rusia se enfocaron por la crisis en Ucrania y su antagonismo con Occidente en la misma, pero el país tomó un momento para el centenario, y el presidente Vladímir Putin rindió sus tributos.

### Norteamérica
Estados Unidos anunció la construcción de un monumento en Washington D. C. en honor a sus veteranos de la Primera Guerra Mundial, que se prevé estará listo para 2018. En 2017 se conmemoraron los 100 años del ingreso del país americano a la Primera Guerra Mundial. El 6 de abril más de tres mil personas, incluyendo invitados de 20 países, asistieron a un evento en la ciudad de Kansas.

### África y Asia
Las conmemoraciones del Centenario estarán marcadas principalmente en los distritos de Taita y Taveta —Kenia—, con eventos a partir del 16 de agosto de 2014. Más conmemoraciones se realizaron en las naciones de la de África Oriental Alemana —Tanzania, Burundi, Ruanda— en tanto que en Asia, las primeras conmemoraciones oficiales del se llevaron a cabo en Gallipoli, Turquía durante dos días, comenzando el 25 de abril de 2015 para conmemorar el 100mo aniversario del desembarco de Gallipoli. Las conmemoraciones del centenario se marcarán principalmente en el condado de Taita Taveta de Kenia, con eventos que comienzan a partir del 16 de agosto de 2014 y continúan por otros 5 años. Kenia, parte del África oriental británica con fronteras con Tanzania, parte del África oriental alemana. El condado de Taita Taveta fue por lo tanto el sitio de varias batallas importantes en lo que se conocía como la Campaña de África del Este de la Primera Guerra Mundial. Los principales lugares de batalla sobre todo entre Alemania y Reino Unido, los lugares de conmemoración incluyen a la colina de Salaita, Mbuyuni, las fortificaciones de Maktau, entre otros.